# جامعة نورث كارولاينا
- دورهام - جامعة نورث كارولينا المركزية وكلية نورث كارولينا للعلوم والرياضيات
- غرينزبورو - "جامعة نورث كارولينا في جرينسبورو" و"جامعة ولاية كارولينا الشمالية إيه آند تي".
- وينستون سالم – جامعة ولاية وينستون سالم وكلية الفنون بجامعة نورث كارولينا

جامعة نورث كارولاينا هي نِظَام جامعي عام متعدد في ولاية نورث كارولاينا، تُشرف على 16 جامعة عامة في الولاية وعلى «مدرسة نورث كارولاينا للعلوم والرياضيَّات»، ويُشار إِلَيهَا عادةً بِاِسم UNC System لتمييزها عَن جامعة ولاية كارولاينا الشماليَّة في تشابل هيل.
يبلغ إجمالي عدد الطلاب المُسجلين في النِظَام الجامعي 239,987 طالبًا، وَفِي عام 2008 منحت أَكثَر من 75 بالمائة من جَمِيع شهادات البكالوريا في ولاية كارولاينا الشماليَّة. منحت الجَامِعَة 43686 دَرَجَة في 2008-2009، وَكَان من يبنها 31,055 دَرَجَة ببكالوريوس.

## التَّاريخ

### التأسيس
تأسّست جامعة نورث كارولاينا في تشابل هيل عام 1789، وهي واحدة من ثلاث مدارس حصلت على لقب أقدم جامعة عامة في الوَلاَيات المتَّحدة، واجهت مشاكل ماليَّة وأُغلقت خِلال الفَترَة من عام 1871 إلى عام 1875 خِلال حقبة إعادة الإعمار، في 1877 بَدَأت ولاية كارولاينا الشماليَّة في رِعايَة مؤسسات التَّعليم العالي الإضافيَّة. وبمرور الوَقت أضافت الولاية كلية نسائية (تُعرف الآن بِاِسم جامعة نورث كارولاينا في جرينسبورو)، وخمس مؤسسات تاريخيَّة للسود (جامعة ولاية كارولاينا الشماليَّة إيه آند تي، وجامعة نورث كارولاينا المركزيَّة، وجامعة ولاية وينستون سالم، ووَجَامِعَة ولاية فايتفيل، وَجَامِعَة إليزابيث سيتي الحكومية)، والأخيرة لتعليم الهنود الأمريكيين (جامعة نورث كارولاينا في بيمبروك).

### الدمج المُبَكِر

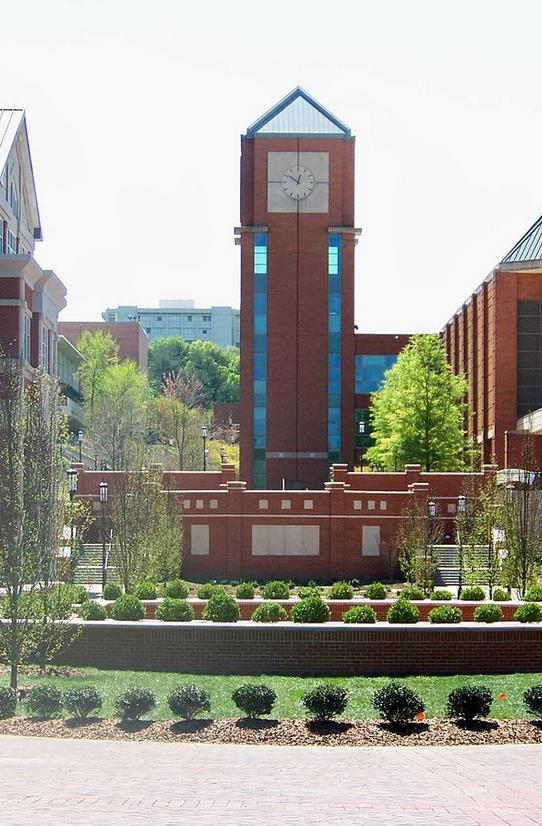
جامعة نورث كارولاينا في شارلوت، توسعت الجامعة بشكل كبير في الستينيات والسبعينيات.

بحثت جمعية كارولاينا الشمالية العامة خِلال الكساد الكبير عَن طرق لتوفير في التكاليف داخل حكومة الولاية، وَفِي 1931 أعادت تعريف «جامعة نورث كارولينا» الَّتِي كَانَت تُشير إلى جامعة ولاية كارولينا الشمالية في تشابل هيل، وأنشأت «جامعة كارولينا الشماليَّة الموحدة» الجَدِيدَة لتشمل الحرم الجامعي الحاليّ المكون من جامعة ولاية كارولينا الشمالية في تشابل هيل، وكلية ولاية كارولينا الشماليَّة (حاليًا جامعة ولاية كارولينا الشمالية)، وكلية المَرأَة (حاليًا جامعة نورث كارولينا في جرينسبورو)، وأصبحت الجامعات الثلاثة تحت قيادة مَجلِس أمناء وَاحِد ورئيس وَاحِد، وَفِي عام 1945 تغيُّر لقب «عميد الإِدَارَة» إلى "المُستشار"، وبحلول 1969 ضُمت ثلاث جامعات إلى الجَامِعَة الموحدة وهي جامعة كارولاينا كارولاينا الشمالية في شارلوت، وجامعة كارولاينا الشمالية في آشفيل، وجامعة كارولينا الشمالية في ويلمينغتون.

### اِستِمرار الدمج
أَصَدَرَت ولاية كارولاينا الشماليَّة في عام 1971 تشريعات دمجت جَمِيع المؤسّسات العامَّة الستة عشر الَّتِي تمنح درجات البكالوريوس في جامعة نورث كارولاينا، وأصبح لكل مدرسة مُستشار خاصّ، ومَجلِس أمناء. وَفِي 1985 أصبَحَت «مدرسة نورث كارولاينا للعلوم والرياضيَّات» مدرسة تَابِعَة للجامعة، وَفِي 2007 أصبَحَت المدرسة الثانويّة عضوًا كاملاً في الجَامِعَة، وهي أول مدرسة ثانوية عامة في البلاد للطلاب الموهوبين.

### الاغلاق على مُستَوى الولاية
أغلقت الجَامِعَة أبوابها في مارس 2020 بسبب وباء كوفيد-19 إلى أَجَل غير مسمى لِلَحَد من انتشار المرض، وطُلب من المؤسّسات إخراج أكبر عدد مُمكِن من الطلاب من السكن الجامعي قدر الإمكان، وبدء العَمَل عَن بُعد قدر الإمكان، والاٍنتقال إلى بِيئَة التعلم عبر الإنترنت.

### الرؤساء
| الترتيب | الاسم                          | الفَترَة                            |
| ------- | ------------------------------ | --------------------------------- |
| 1       | جوزيف كالدويل                  | 1804–1812                         |
| 2       | روبرت هيت تشابمان              | 1812–1816                         |
| -       | جوزيف كالدويل                  | 1816–1835                         |
| *       | إليشا ميتشيل *                 | 1835                              |
| 3       | ديفيد لوري سوين                | 1835–1868                         |
| 4       | سولمان بول                     | 1869–1872                         |
| **      | تشارلز فيليبس **               | 1875–1876                         |
| 5       | كيمب بلامر باتل                | 1876–1891                         |
| 6       | جورج تي وينستون                | 1891–1896                         |
| 7       | إدوين ألدرمان                  | 1896–1900                         |
| 8       | فرانسيس بريستون فينابل         | 1900–1914                         |
| 9       | إدوارد كيدر جراهام             | 1914–1918                         |
| *       | مارفن هندريكس ستايسي *         | 1918–1919                         |
| 10      | هاري وودبيرن تشيس              | 1919–1930                         |
| 11      | فرانك بورتر غراهام             | 1930-1949                         |
| *       | وليام دونالد كارمايكل، الابن * | 1949-1950                         |
| 12      | غوردون غراي                    | 1950-1955                         |
| *       | جيه. هاريس بوركس *             | 1955-1956                         |
| 13      | وليام كلايد فرايدي             | 1956-1986 (بالإنابة حتَّى عام 1957) |
| 14      | كليمى سبانجلر                  | 1986-1997                         |
| 15      | مولي كوربيت برود               | 1997-2006                         |
| 16      | أرسكين بولز                    | 2006-2011                         |
| 17      | توماس دبليو. روس               | 2011-2016                         |
| *       | جونيوس جيه. غونزاليس *         | 2016                              |
| 18      | مارغريت سبيلينغز               | 2016-2019                         |
| *       | وليام إل. روبر *               | 2019-2020                         |
| 19      | بيتر هانز                      | 2020-                             |

- تشير علامة النجمة (*) إلى الرَّئِيس بالإنابة، وتشر النجمتان (**) إلى رَئِيس هيئة التدريس.

## التفويض القانونيّ
تم تضمين السلطة القانونيَّة والتفويضات لجامعة نورث كارولاينا في أول دستور للولاية في 1776،  ومنحت جمعية كارولاينا الشمالية العامة الجَامِعَة ميثاقًا وتمويلًا في عام 1789،  وتنُصُّ الأحكام القانونيَّة على الوظائف والتكاليف الدراسيّة الحاليَّة لطلاب جامعة نورث كارولاينا، 

## المؤسّسات
تضم جامعة نورث كارولاينا ضمنَ فروعها السبعة عشر، مدرستين للطب، ومستشفى تعليمي وَاحِد، وعشرة بَرامِج تمريض، ومدرستين لطب الأسنان، ومدرسة بيطرية ومستشفى، ومدرسة للصيدلة، بِالإضافة إلى مدرستين للحقوق، و15 مدرسة تعليمية، وثلاث كليات هندسة، ومدرسة لفناني الأداء. وتُعد جامعة نورث كارولاينا في تشابل هيل أقدمها، حيثُ بَدَأت بتسجيل الطلاب لأول مرَّة في عام 1795، أمَّا أحدثها وأصغرها فهي «مدرسة نورث كارولاينا للعلوم والرياضيَّات» وهي مدرسة ثانوية سكنية مدتها سنتان، تأسّست عام 1980 ونالت عضوية الجَامِعَة الكَامِلَة مُنذ عام 2007، وتُعد ولاية كارولاينا الشماليَّة أكبر جامعة، حيثُ بلغَ عدد طلابها 34340 طالبًا في خريف 2012.
تُحدد «الجمعيَّة العامَّة لولاية نورث كارولاينا» الأسماء الرسميَّة لكل حرم جامعي.
| الاسم الرسمي (الاسم السابق)                                                                             | الاختصار الرسميّ           | مَوقِع                             | التسجيل اعتبارًا من خريف 2019 | تصنيف كارنيجي         | التأسيس | تَارِيخ الدمج | مرجع          |
| --- | ------------------------- | -------------------------------- | ---------------------------- | --------------------- | ------- | ----------- | ------------- |
| جامعة ولاية الأبلاش (كلية المُعلِمين التَّابِعَة لولاية الآبالاش، حتَّى عام 1967)                               | ASU                       | بون، مقاطعة واتوجا               | 19280                        | جامعة الماجستير       | 1899    | 1972        | [ 15 ] [ 16 ] |
| جامعة شَرق كارولاينا (كلية شَرق كارولاينا، حتَّى عام 1967)                                                  | ECU                       | جرينفيل، مقاطعة بيت              | 28651                        | دكتوراه / جامعة بحثية | 1907    | 1972        | [ 17 ] [ 18 ] |
| جامعة ولاية إليزابيث سيتي (كلية إليزابيث سيتي الحكوميَّة، حتَّى عام 1969)                                   | ECSU                      | مَدِينَة إليزابيث، مقاطعة باسكوتانك | 1772                         | كلية بكالوريا         | 1891    | 1972        | [ 19 ] [ 20 ] |
| جامعة ولاية فايتفيل (كلية ولاية فايتفيل، حتَّى عام 1969)                                                  | FSU                       | فايتفيل، مقاطعة كمبرلاند         | 6551                         | جامعة الماجستير       | 1867    | 1972        | [ 21 ] [ 22 ] |
| جامعة ولاية كارولاينا الشماليَّة إيه آند تي (الكليَّة الزراعيَّة والتقنيَّة بولاية نورث كارولاينا حتَّى عام 1969) | NC A&T                    | جرينسبورو، مقاطعة جيلفورد        | 12556                        | دكتوراه / جامعة بحثية | 1891    | 1972        | [ 23 ] [ 24 ] |
| جامعة نورث كارولاينا المركزية (كلية نورث كارولاينا في دورهام، حتَّى عام 1969)                             | NCCU                      | دورهام، مقاطعة دورهام            | 8011                         | جامعة الماجستير       | 1909    | 1972        | [ 25 ] [ 26 ] |
| جامعة ولاية نورث كارولاينا (كلية ولاية كارولاينا الشماليَّة للزراعة والهندسة، حتَّى عام 1963)               | NCSU                      | رالي، مقاطعة ويك                 | 36304                        | دكتوراه / جامعة بحثية | 1887    | 1932        | [ 27 ] [ 28 ] |
| جامعة نورث كارولاينا في أشفيل (كلية أشفيل بيلتمور حتَّى عام 1969)                                         | UNCA                      | أشفيل، مقاطعة بونكومب            | 3600                         | كلية بكالوريا         | 1927    | 1969        | [ 29 ] [ 30 ] |
| جامعة نورث كارولاينا في تشابل هيل (جامعة نورث كارولاينا حتَّى عام 1963)                                   | UNC-Chapel Hill أو UNC-CH | تشابل هيل، مقاطعة أورانج         | 29877                        | دكتوراه / جامعة بحثية | 1789    | 1932        | [ 33 ] [ 34 ] |
| جامعة نورث كارولاينا في شارلوت (كلية شارلوت حتَّى عام 1965)                                               | NC Charlotte              | شارلوت، مقاطعة مكلنبورغ          | 29615                        | دكتوراه / جامعة بحثية | 1946    | 1965        | [ 35 ] [ 36 ] |
| جامعة نورث كارولاينا في جرينسبورو (كلية المَرأَة بجامعة نورث كارولاينا حتَّى عام 1963)                      | UNCG                      | جرينسبورو، مقاطعة جيلفورد        | 20196                        | دكتوراه / جامعة بحثية | 1891    | 1932        | [ 37 ] [ 38 ] |
| جامعة نورث كارولاينا في بيمبروك (جامعة ولاية بيمبروك، حتَّى عام 1996)                                     | UNCP                      | بمبروك، مقاطعة روبسون            | 7698                         | جامعة الماجستير       | 1887    | 1972        | [ 39 ] [ 40 ] |
| جامعة نورث كارولاينا ويلمنجتون (كلية ويلمنجتون حتَّى عام 1969)                                            | UNCW                      | ويلمنجتون، مقاطعة نيو هانوفر     | 17499                        | دكتوراه / جامعة بحثية | 1947    | 1969        | [ 41 ] [ 42 ] |
| كلية الفنون بجامعة نورث كارولاينا (مدرسة نورث كارولاينا للفنون، حتَّى عام 2008)                           | UNCSA                     | وينستون سالم، مقاطعة فورسيث      | 1086                         | مؤسَّسة ذَات تَركِيز خاصّ   | 1963    | 1972        | [ 43 ] [ 44 ] |
| جامعة كارولاينا الغَربيَّة (كلية كارولاينا الغَربيَّة، حتَّى عام 1967)                                          | WCU                       | كولوهي، مقاطعة جاكسون            | 12167                        | جامعة الماجستير       | 1889    | 1972        | [ 45 ] [ 46 ] |
| جامعة ولاية وينستون سالم (كلية ونستون سالم للمعلمين، حتَّى عام 1969)                                      | WSSU                      | وينستون سالم، مقاطعة فورسيث      | 5124                         | كلية بكالوريا         | 1892    | 1972        | [ 47 ] [ 48 ] |
| مدرسة نورث كارولاينا للعلوم والرياضيَّات                                                                  | NCSSM                     | دورهام، مقاطعة دورهام            | 680                          | مدرسة ثانوية سكنية    | 1980    | 2007        | [ 49 ] [ 50 ] |

## المؤسّسات التَّابِعَة
| الاسم                                            | الموقع                              | التأسيس |
| ------------------------------------------------ | ----------------------------------- | ------- |
| مشتل كارولاينا الشماليَّة                          | أشفيل، مقاطعة بونكومب               | 1989    |
| مَركَز كارولاينا الشماليَّة للتفاهم الدوليّ           | رالي، مقاطعة ويك                    |         |
| مَركَز نورث كارولاينا للتمريض                      | رالي، مقاطعة ويك                    |         |
| وكالة اِعتِماد ولاية كارولاينا الشماليَّة            | رالي، مقاطعة ويك                    |         |
| هيئة المُساعدة التعليميّة بولاية نورث كارولاينا    | رالي، مقاطعة ويك                    |         |
| مَركَز يو إن سي لوسائل الإعلاَم العامَّة              | ريسيرتش تريانجل بارك، مقاطعة دورهام | 1955    |
| جمعية أعضاء هيئة التدريس في جامعة نورث كارولاينا | تشابل هيل، مقاطعة أورانج            |         |
| مطبعة جامعة نورث كارولاينا                       | تشابل هيل، مقاطعة أورانج            | 1922    |
| جمعية موظَّفي جامعة نورث كارولاينا                 | تشابل هيل، مقاطعة أورانج            |         |

## وصلات خارجية
- الموقع الرسمي